# Meiothecium fornicatum
Meiothecium fornicatum là một loài Rêu trong họ Sematophyllaceae. Loài này được (Cardot) Broth. mô tả khoa học đầu tiên năm 1908.